# 20632 Carlyrosser
20632 Carlyrosser (1999 TC92) là một tiểu hành tinh vành đai chính được phát hiện ngày 2 tháng 10 năm 1999 bởi nhóm nghiên cứu tiểu hành tinh gần Trái Đất phòng thí nghiệm Lincoln ở Socorro.